# Fazakas Géza (színművész)

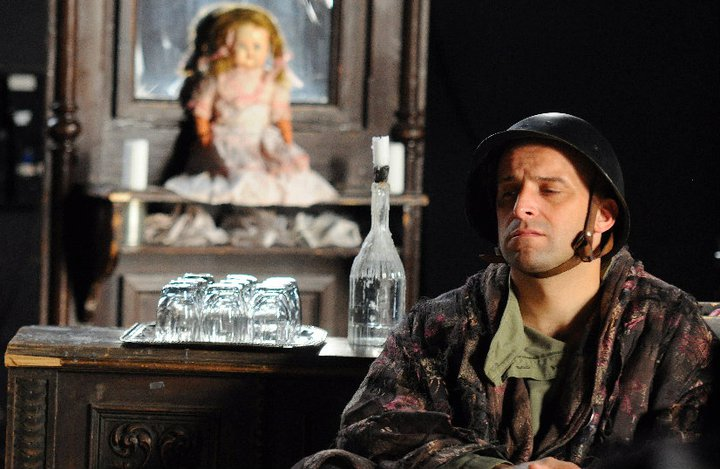
Fazakas Géza

Fazakas Géza (Sepsiszentgyörgy, 1973. július 14.  –) Jászai Mari-díjas magyar színész.

## Életpályája
1992-ben érettségizett a Székely Mikó Kollégiumban, majd a Marosvásárhelyi Színművészeti Egyetemen 1996-ban szerzett színészi diplomát. 
A főiskolán a következő vizsgaelőadásokban szerepelt: Kleist: J.B. - J.B.  (rendezte Kincses Elemér), Molière: Szívek és szarvak - Sganarell (rendezte Mező Béla) és Caragiale: Viharos éjszaka - R.Venturiano (rendezte Nagy Ágota).
Pályáját 1996-ban a Temesvári Csíky Gergely Színházban kezdte. 1998-tól a Szegedi Nemzeti Színházhoz szerződött. 2001-től a Kecskeméti Katona József Nemzeti Színház társulatának tagja.
Felesége Magyar Éva színésznő. 

## Fontosabb színházi szerepeiből
Számos jeles és klasszikus darabban játszott Temesvárott, Szegeden, Kecskeméten és a Gyulai Várszínházban.
- William Shakespeare: Romeo és Júlia.... Páris; Montague
- William Shakespeare: Lear.... Alban hercege, Goneril férje
- William Shakespeare: Harmadik Richárd.... Lord Stanley; ll. gyilkos, Sir James Tyrrel
- William Shakespeare: Vízkereszt.... Kapitány, Viola megmentője
- William Shakespeare: A vihar.... Antonio, Prospero öccse, Milánó bitorló ura
- William Shakespeare: Szentivánéji álom.... Tompor Miklós, takács; Piramus
- Molière: Fösvény.... Valér
- Molière: Don Juan vagy a kőszobor vacsorája.... Don Juan
- Molière: A képzelt beteg.... Dr. Thomas D'Auveregne, az orvos fia
- Carlo Goldoni: Chioggiai csetepaté.... Fortunato, halász
- Johann Nepomuk Nestroy: A talizmán.... Szotyola
- Arisztophanész: Lüszisztraté.... Fellegvárelnök
- Euripidész: Alkésztisz.... Héraklész, a hős
- Georg Büchner: Danton halála.... Hérault Séchelles
- Georg Büchner: Leonce és Léna... Udvarmester
- ifj. Alexandre Dumas: Gautier Margit avagy a Kaméliás hölgy esete.... Gusztáv
- Eugène Scribe: Adrienne.... Chazeuil abbé
- Anton Pavlovics Csehov: A Manó.... Mihail Lvovics orvos, a 'Manó'
- Anton Pavlovics Csehov: Apátlanul (Platonov).... Oszip, lótolvaj
- Anton Pavlovics Csehov: Három nővér.... Versinyin Alexandr Ignatyevics, alezredes, tüzérezred parancsnok
- Anton Pavlovics Csehov: Ványa bácsi.... Tyelegin, Ilja Iljics, elszegényedett földbirtokos
- Anton Pavlovics Csehov: Három nővér.... Szoljonij, Vaszilij Vasziljevics, százados
- Fjodor Mihajlovics Dosztojevszkij: A Karamazov testvérek.... több szerep
- Ivan Szergejevics Turgenyev: Egy hónap falun.... Iszlajev , földesúr
- Jevgenyij Lvovics Svarc: A király meztelen.... Kamarás
- Nyikolaj Vasziljevics Gogol: A revizor.... Oszip, Hlesztakov szolgája
- Carlo Collodi: Pinokkió.... Kanóc
- Eugene O’Neill: Vágy a szilfák alatt.... Simeon
- Bertolt Brecht: Angliai Második Edward élete.... Lancaster; Rice ap Howell
- Bertolt Brecht: Kurázsi mama és gyerekei.... Paraszt
- Arthur Miller: Pillantás a hídról.... Marco, Beatrice unokatestvére
- Ken Kesey: Száll a kakukk fészkére.... Bromden főnök
- Witold Gombrowicz: Yvonne, burgundi hercegnő.... Ciprián
- Jaroslav Hašek: Švejk, a derék.... szereplő
- Georges Feydeau: Balfék.... Felügyelő
- Francis Veber: Balfácánt vacsorára!.... Francois
- Andrew Bergman: Társasjáték New Yorkban.... Martin
- Roland Schimmelpfennig: Push up 1-3.... Robert
- Roland Schimmelpfennig: Berlin, Greifswalder Strasse.... Építőmunkás No. 1.
- Roland Schimmelpfennig: Az állatok birodalma.... Dick, színész, negyven fölött; Marabú, az állatok birodalmában; Egy összepréselt műanyag ketchuposüveg
- Peter Buckman: Most mindenki együtt.... Albert
- Woody Allen: Férjek és feleségek.... Riporter; Kolléga; Professzor
- Agatha Christie: Pókháló... Henry Hailsham-Brown
- Tony Hilton – Ray Cooney: 1x3 néha 4... Charlie
- Ray Cooney – John Chapman: Ne most, drágám!.... Frencham fregatt kapitány
- Duąan Kovačević: A maratonfutók tiszteletkört futnak.... Milutin
- Jean de Létraz: Tombol az erény.... Legrande
- David Seidler: A király beszéde.... David, walesi herceg
- Patricia Highsmith: A tehetséges Mr. Ripley.... Herbert Greenleaf
- Lee Hall – Tom Stoppard – Marc Norman: Szerelmes Shakespeare.... Fennyman
- Karol Wojtyła: Az aranyműves boltja.... András
- Katona József: Bánk bán.... Bánk bán, Magyarország nagyura
- Petőfi Sándor: Tigris és hiéna....II. Vak Béla, király
- Jókai Mór: A komédiás had, avagy Thespis kordéja.... Makkos Menyhért úr, grófi szekretárius
- Molnár Ferenc: A vörös malom.... Költő
- Molnár Ferenc: Liliom.... Ficsur
- Móricz Zsigmond: Úri muri.... Kudora
- Örkény István: Tóték.... A postás
- Déry Tibor: Az óriáscsecsemő.... Apa
- Weöres Sándor: A kétfejű fenevad.... Dzserdzsis, janicsár aga
- Telihay Péter – Faragó Zsuzsa – Mándy Iván – Sándor Pál – Tóth Zsuzsa: Régi idők focija.... Miatoff
- Fazekas István: A megvádolt.... Komlós Sándor
- Forgách András – Szerb Antal: Holdvilág és utasa.... Szepetneki János
- Bereményi Géza: Laura.... Vasutas; Egyetemista; Tüntető; Utas; Képviselő
- Kocsis L. Mihály – Cseke Péter: Újvilági passió.... András
- Szakonyi Károly: Tanár úr, kérem... .... Rogyák
- Tasnádi István: Malacbefőtt.... Zlatkó András, Mámorék rokona
- Tasnádi István:  Finito (Magyar zombi).... Szomszéd Misi
- Kiss Csaba: A dög.... Pisti (Géza öccse)
- Pozsgai Zsolt: Szabadságharc Szebenben.... Bodor, a pék
- Darvasi László: Popeye.... Tengerész Jack; Neptun, a tenger istene
- Réczei Tamás: Katona József, avagy légy a pókok között fickándozik.... Péter
- Réczei Tamás – Déry Tibor: Szerelem.... Bemondó; ÁVH tiszt; Bíró; Konferansz; Tanácsvezető; Börtönőr; Georgi; Kovalik Károly
- Galambos Attila – Szemenyei János – Réczei Tamás: Winnetou.... Will Parker
- Presser Gábor – Horváth Péter – Sztevanovity Dusán: A padlás.... Detektív
- Tolcsvay László – Müller Péter – Bródy János: Doctor Herz.... Winnetou
- Szörényi Levente – Bródy János: Kőműves Kelemen.... Ambrus
- Jacques Offenbach: Orfeusz az alvilágban.... Tantus segédje
- Kálmán Imre: Cirkuszhercegnő.... Hadsegéd
- Lázár Ervin: A kisfiú meg az oroszlánok.... Viktor, építész, Peti barátja
- Szergej Szergejevics Prokofjev: Péter és a farkas.... A kacsa
- L. Frank Baum: Óz.... Bádogember
- Muszty Bea – Dobay András: MacVedel, a kalózkísértet.... MacVedel
- Németh Virág: Nyolckor a bárkán.... Kettes pingvin
- Tóth Réka Ágnes: Aladdin és a csodalámpa.... Dzsinn; Omár; Aladdin apja; Dzsafar, varázsló

## Filmek, tv
- Anton Pavlovics Csehov: Apátlanul (Platonov) (színházi előadás tv-felvétele)
- Karol Wojtyła: Az aranyműves boltja (színházi előadás tv-felvétele, 2011)
- Katapult (2019)

## Díjak, elismerések
- Az évad színésze (2004, 2008)
- ESTeM – A legjobb férfi főszereplőnek (2010)
- Pék Matyi-díj (2010, 2012)[2]
- Jászai Mari-díj (2023) [4]